# Miss Mundo 1978
Miss Mundo 1978 fue la 28.ª edición del certamen de Miss Mundo, cuya final se llevó a cabo el 16 de noviembre de 1978 en el Royal Albert Hall, Londres, Reino Unido. La ganadora fue Silvana Suárez de Argentina siendo así la segunda vez que su país gana en 18 años, la primera vez fue en Miss Mundo 1960, donde triunfó su compatriota Norma Cappagli. Suárez fue coronada por Miss Mundo 1977, Mary Stävin de Suecia.

## Resultados
| Resultados Finales      | Finalistas |
| ----------------------- | --- |
| Miss Mundo 1978         | - Argentina - Silvana Suárez |
| 1° Finalista            | - Suecia - Ossie Margareta Carlsson |
| 2° Finalista            | - Australia - Denise Ellen Coward |
| 3° Finalista            | - México - Martha Eugenia Ortiz |
| 4° Finalista            | - España - Gloria Valenciano |
| 5° Finalista            | - Reino Unido - Elizabeth Jones |
| 6° Finalista            | - Suiza - Jeanette Keller |
| Semifinalistas (Top 15) | - Austria - Doris Elizabeth Anwander - Costa Rica - Maribel Fernández - Finlandia - Eija Hillevi Laaksonen - India - Kalpana Iyer - Puerto Rico - María Jesús Cañizares - Sri Lanka - Manohori Vanigasooriya - Estados Unidos - Debra Jean Freeze - Venezuela - Patricia Tóffoli |

### Premiaciones Especiales
- Miss Personalidad:  Islas Caimán - Wendy Lorraine Daykin
- Miss Fotogénica:  México - Martha Eugenia Ortiz Gómez
- Miss Talento:  Filipinas - Louvette Monzon Hammond

## Candidatas
68 candidatas participaron en el certamen.
| - Alemania - Monika Greis - Argentina - Silvana Rosa Suárez Clarence - Aruba - Rose Anne Marie Lejuez - Australia - Denise Ellen Coward - Austria - Doris Elizabeth Anwander - Bahamas - Donna Marie McCook - Bélgica - Françoise Helene Julia Moens - Bermudas - Madeline Francine Joell - Brasil - Laura Angelica Viana de Oliveira Pereira - Canadá - Brigitte June Hoffmann - Chile - María Trinidad Sepúlveda Pavón - Chipre - Mary Adamou - Colombia - Denise de Castro Santiago - Corea - Je Eun-jin - Costa Rica - Maribel del Rocío Fernández García - Curazao - Silvana Angely Trinidad - Dinamarca - Birgit Stefansen - Dominica - Mona-Jo Lewis - Ecuador - Antonieta Cecilia Campodonico Aguirre - El Salvador - Iris Ivette Mazorra Castro - España - Gloria María Valenciano Rijo - Estados Unidos - Debra Jean Freeze - Filipinas - Louvette Monzon Hammond - Finlandia - Eija Hillevi Laaksonen - Francia - Kelly Hoarau - Gibraltar - Rosanna Bonfante - Grecia - Ariana Dimitropoulou - Guam - Elizabeth Clara Tenorio - Holanda - Ans van Haaster - Honduras - María Elena Bodadilla - Hong Kong - Faustina (Fiona) Lin Wai-Ling - India - Kalpana Iyer - Irlanda - Lorraine Marion O'Conner - Isla de Man - Carol Ann Kneale - Islandia - Ásdís Loftsdóttir | - Islas Caimán - Wendy Lorraine Daykin - Islas Vírgenes de los Estados Unidos - Enid d'Lores Francis - Israel - Sari Alon - Italia - Loren Cristina Mai - Jamaica - Joan Marcia McDonald - Japón - Yuko Yamaguchi - Jersey - Chantal Angeline Gosselin - Malasia - Kartina Osir - Malta - Mary Cumbo - Mauricio - Genevieve Chanea - México - Martha Eugenia Ortiz Gómez - Nigeria - Irene Omagbemi - Noruega - Elisabet Klaeboe - Nueva Zelanda - Lorian Dawn Tangney - Paraguay - Susana del Pilar Galli - Perú - Karen Inés Noeth Haupt - Puerto Rico - María Jesús Cañizares - Reino Unido - Elizabeth Ann Jones - República Dominicana - Jenny Polanco - Samoa - Rosalina Sapolu - San Vicente y las Granadinas - June de Nobriga - Singapur - Rosie Tan - Sri Lanka - Manohori Vanigasooriya - Suecia - Ossie Margareta Carlsson - Suiza - Jeanette Keller - Suazilandia - Nyamalele Nilovu - Tahití - Moeata Schmouker - Tailandia - Orasa Panichapan - Trinidad y Tobago - Kathleen Thomas - Túnez - Malek Nemlaghi - Turquía - Sevil Ozgultekin - Uruguay - Mabel Rúa - Venezuela - Katy Patricia Tóffoli Andrade |

### No concretaron su participación
- Bolivia - Liliana Gutiérrez Paz
- Guatemala - Claudia María Iriarte
- Las representantes de  Líbano y  Yugoslavia tampoco concretaron su participación, esta última llegó un día antes de la gala final lo que ya era muy tarde para participar.

## Sobre los países en Miss Mundo 1978

### Debut
- Dominica
- San Vicente y las Granadinas

### Retiros
- Bolivia
- Líbano
- Luxemburgo
- Panamá
- Papúa Nueva Guinea
- Sudáfrica: No participa debido a la política discriminatoria del apartheid, a esta nación no se le permitió participar hasta 1991.

### Regresos
- Compitió por última vez en 1970:
  -  Nigeria
- Compitieron por última vez en 1975:
  -  Filipinas
  -  India
  -  Malasia
  -  Mauricio
  -  Suazilandia
  -  Túnez
- Compitieron por última vez en 1976:
  -  Islas Vírgenes de los Estados Unidos
  -  Italia
  -  Jamaica
  -  Singapur

### Crossovers
Miss Universo
- 1978:  Austria - Doris Elizabeth Anwander
- 1978:  Bélgica - Françoise Helene Julia Moens (Top 12)
- 1978:  Bermudas - Madeline Francine Joell
- 1978:  Costa Rica - Maribel del Rocío Fernández García (Miss Fotogénica)
- 1978:  El Salvador - Iris Ivette Mazorra Castro
- 1978:  Reino Unido - Elizabeth Ann Jones
- 1979:  España - Gloria María Valenciano Rijo
- 1979:  Irlanda - Lorraine Marion O'Conner
- 1979:  San Vicente y las Granadinas - June de Nobriga
- 1983:  Japón - Yuko Yamaguchi

Miss Internacional
- 1979:  Bélgica - Françoise Helene Julia Moens
- 1979:  Irlanda - Lorraine Marion O'Conner

Miss Teenage Intercontinental
- 1977:  Reino Unido - Elizabeth Ann Jones (Ganadora)

## Otros datos de relevancia
- Silvana Suárez (Argentina), posaría más tarde para la revista erótica Playboy; se casó en 1988 con el empresario argentino Julio Ramos, y tuvieron 2 hijos: Julia y Augusto, pero se divorcian en 1999, en medio de escándalos que se ventiló a la prensa.
- Denise Ellen Coward (Australia) está casada con el actor John James desde 1989, y tuvieron una hija llamada Laura James que ganó el ciclo 19 del famoso programa America's Next Top Model de Tyra Banks en el 2012.
- Maribel Fernández (Costa Rica) ahora es una destacada actriz radicada y nacionalizada en México.
- Susana Galli Romagnach (Paraguay) se convirtió años más tarde en la Primera Dama de la nación, tras la asunción al mando del presidente de la República Luis Ángel González Macchi en 1999.
- Malek Nemlaghi (Túnez) había sido descalificada en el momento de su sesión de fotos cuando se negó a sacarse la yashmak musulmana tradicional que cubría su rostro para posar con camiseta y pantalones cortos, al día siguiente cambió de parecer y posó sin velo, lo que le permitió seguir en competencia.
- Patricia Tóffoli (Venezuela) desarrollo una prestigiosa carrera como modelo y actriz.